# Opération Doppelgänger
L'opération Doppelgänger (double maléfique) est une opération de désinformation russe ayant pour cible certains pays occidentaux dans le cadre de la guerre russo-ukrainienne débutée en 2014. Elle s'inscrit plus précisément dans la campagne de désinformation prorusse menée par la Russie contre l'Ukraine depuis la crise russo-ukrainienne, ayant abouti à l'invasion de l'Ukraine par la Russie depuis 2022. On parle de guerre de l'information, de guerre hybride et de cyberguerre.

## Méthode
La méthode utilisée pour cette opération de désinformation consiste en la création de doubles numériques imitant graphiquement de grands organes de presse ou des organisations du pays ciblé. Ces doubles numériques sont installés sur des noms de domaine qui utilisent la technique du typosquattage et peuvent prendre au piège l'internaute lambda. L'agence française de lutte contre les ingérences numériques étrangères VIGINUM a dénombré 355 noms de domaines usurpant l'identité de médias français.
Pour la France les sites internet doublés sont ceux du Monde, de 20 Minutes, du Figaro, de La Croix ou du Parisien ainsi que le site du ministère des Affaires étrangères,.
Pour l'Allemagne les sites visés sont ceux du Frankfurter Allgemeine Zeitung, du Spiegel, de Bild et de Die Welt.
L'Italie, le Royaume-Uni (avec The Guardian) et l'Ukraine sont également des pays cibles de cette opération,,.
Pour chaque média copié, une vingtaine d'articles de propagande critiquent l'Occident et la guerre en Ukraine. Ces articles sont ensuite proposés sur les réseaux sociaux de manière à atteindre un certain niveau de viralité. Les ambassades et centres culturels russes relaient officiellement ces articles de propagande, ainsi que de multiples faux comptes créés sur Facebook et Twitter.
En juillet 2024, le rapport d'HarfangLab met en évidence que le message de désinformation posté sur Twitter est l'aboutissement d'une chaîne technique complexe composée de plusieurs sites de redirection et d'un tracker avant d'atteindre le site final. Ce rapport met aussi en évidence que les structures techniques utilisées pour héberger les sites internet sont parfois partagées avec des cybercriminels. Le rapport souligne aussi la capacité d'adaptation des processus établis, capables de rebondir sur les élections législatives françaises de 2024 pourtant imprévues, pour être opérationnels en temps voulu,.
Chacun de ces sites n'est utilisé que quelques jours, le temps de se faire détecter par Facebook ou Twitter. Puis d'autres sites sont créés pour prendre la relève. Le modèle repose donc sur des milliers de sites internet achetés en continu auprès d'hébergeurs. L'ONG de défense des médias Quirium montre dans un rapport du  11 juillet 2024 que les gestionnaires de l'opération Doppelgänger utilisent les mêmes infrastructures techniques que certains groupes cybercriminels.

## Chronologie
La campagne est mise à jour en septembre 2022 par EU DisinfoLab, qui la nomme alors Opération Doppelgänger.
C'est VIGINUM qui détecte la campagne pour la France et met en évidence la responsabilité d'individus russophones et d'entreprises russes.
En plus des sites de médias typosquattés, la propagande russe utilise des sites présentés comme des sites de média francophones avec des noms à consonance française comme Notre pays ou La Virgule relaient de faux articles sur l'actualité politique des pays européens.
En décembre 2023, le Washington Post publie une enquête fondée sur des documents officiels et de nombreux entretiens, qui révèle le rôle de Sergueï Kirienko dans l'opération de déstabilisation et de désinformation à destination de plusieurs pays, dont la France, l'Allemagne, l'Ukraine et les États-Unis. Cette opération de propagande vise à faire cesser le soutien à l'Ukraine et à faire accepter une victoire russe, tout en exacerbant les tensions sociales dans les pays en cours afin de diviser l'opinion publique, notamment via les réseaux d'extrême droite, dont le Rassemblement national,.

## Objectifs
L'objectif est de servir le narratif du Kremlin dont au premier chef l'affaiblissement du soutien occidental à l'Ukraine. Le narratif de propagande relayé se décompose en plusieurs thématiques :
- les sanctions contre la Russie sont inefficaces ;
- les occidentaux sont russophobes ;
- l'armée ukrainienne est barbare et composée de néo-nazis ;
- les réfugiés ukrainiens pèsent négativement sur les pays européens[12];
- la guerre en Ukraine coûte cher et n'est pas « notre guerre »[10].

Second objectif pour les articles de propagande : pouvoir être cités et repris par des médias russes et atteindre la population russe par le biais de la réalité alternative que le pouvoir russe essaie de maintenir à propos de la guerre en Ukraine. Accessoirement atteindre les soutiens prorusses dans les pays occidentaux. C'est par exemple le cas de Thierry Mariani (coprésident du Dialogue franco-russe) et de Yves Pozzo di Borgo, ex-sénateur français, pour le cas des soutiens prorusses en France.
En Afrique francophone, l'objectif est de servir les intérêts russes et mener une campagne antifrançaise afin de soutenir le narratif des coups d'État des pays concernés.

## Déroulé de l'opération
A l'origine, en 2022, il s'agit d'une opération dont les cibles sont principalement de grands médias allemands. C'est l'ONG européenne EU DisinfoLab, à l'origine de la mise au jour de cette opération d'ingérence, qui baptise l'opération du nom de Doppelgänger en septembre 2022.
L'opération de désinformation Doppelgänger a été confirmée par Meta. En décembre 2022, Meta a identifié deux entreprises russes, ASP et Struktura, et pensait avoir mis fin à l'opération.
Cette opération se poursuit et cible de nouveaux pays : France, Italie, Royaume-Uni. Cette opération est dénoncée à l'encontre de la Russie par le ministère des affaires étrangères français le 13 juin 2023. La France accuse directement la Russie, précisant que ces opérations relèvent de la guerre hybride,. Dans un communiqué officiel, Catherine Colonna indique « les autorités françaises ont mis en évidence l'existence d'une campagne numérique de manipulation de l'information contre la France impliquant des acteurs russes et à laquelle des entités étatiques ou affiliées à l’État russe ont participé en amplifiant de fausses informations ». Elle précise par ailleurs qu'un lien est établi avec les pays alliés pour « mettre en échec la guerre hybride menée par la Russie ».
Malgré sa découverte et sa dénonciation, l'opération Doppelgänger se poursuit, selon le dernier rapport de sécurité de Meta, en visant de nouveaux pays : les États-Unis. Durant l'été 2023 les services russes ont copié les sites des médias Fox News Channel, The Washington Post ainsi que le site de l'OTAN.
En juin 2023 La Croix découvre que son site fait l'objet d'une copie sur un site miroir (lacroix.cam) proposant de la désinformation (faux articles de presse) concernant la guerre en Ukraine.
En août 2023, c'est le site de Libération qui se retrouve recopié par des acteurs russes avec de faux sites liberation.ltd et liberation.wf. C'est le service VIGINUM qui détecte la fraude et prévient le quotidien français.
En octobre 2023, on voit pulluler dans les publications prorusses de fausses publicités ou de faux graffitis anti-Zelensky. Ces éléments, présents depuis plusieurs mois dans l'attirail prorusse sont destinés à ridiculiser la cause ukrainienne en Occident et à favoriser une certaine lassitude des opinions publiques européennes et américaines. Il y aurait selon ces publications, des artistes de rue qui en France et en Allemagne auraient peint des fresques murales où l'on voit le président Zelensky en cannibale. D'autres faux ont été relevés comme ce faux jeu concours Promovacances utilisant des soldats ukrainiens morts au combat. Ces éléments sont ensuite repris par de faux sites d'informations occidentaux qui sont eux-mêmes relayés par de vrais médias russes.
Depuis le 25 octobre 2023, l'opération prend un nouveau tournant alors que de faux articles utilisent le contexte du conflit israélo-palestinien pour discréditer les pays occidentaux. L'idée sous-jacente est de faire croire que le soutien à Israël va se substituer au soutien à l'Ukraine et ce dernier sera petit à petit abandonné. Les faux articles apparaissent en langues russe, ukrainienne, anglaise, allemande et hébraïque et sont relayés par des bots sur Twitter.
Après la découverte de tags d'étoiles de David bleues graffées au pochoir à Paris et dans sa banlieue fin octobre 2023, l'acte, aussitôt qualifié d'antisémite, est largement dénoncé car il rappelle les étoiles de David peintes par les nazis sur les commerces tenus par des Juifs. Après quelques jours et l'arrestation d'un couple de Moldaves soupçonnés d'avoir tagué les étoiles commanditées par Anatoliï Prizenko, un homme d’affaires moldave pro-Kremlin, une opération d'influence russe est soupçonnée. Le 9 novembre 2023, la France publie un communiqué officiel qui condamne l’implication du réseau Doppelgänger dans la publication et l'amplification artificielle de la diffusion des photos des étoiles de David taguées sur les réseaux sociaux par de nombreux comptes attribués « avec un haut degré de confiance » au réseau Doppelgänger, qu’ils ont été les premiers à publier en ligne les photographies des étoiles de David peintes sur les murs,,. En février 2024, la DGSI conclut à une opération initiée par le service chargé des opérations internationales au sein du FSB.
En novembre 2023, une campagne d'un nouveau mode est apparue sur Facebook. Il s'agit d'une campagne publicitaire qui utilise des photos de personnalités mondialement connues auxquelles est associée une pensée inspirante. Les personnalités en question sont par exemple Ronaldo, Lady Gaga ou  encore Jennifer Lopez. Les citations prorusses ainsi attribuées aux personnalités sont défavorables aux ukrainiens. Ainsi une citation attribuée à Selena Gomez affirme que « À chaque fois que les ukrainiens reçoivent de l'argent, tout va mal ». Cette campagne a atteint 7,6 millions d'utilisateurs de Facebook selon les statistiques de publications des publicités, et était focalisée sur les utilisateurs français et allemands. Selon les ONG Reset et Antibot4Navalny, cette opération est à classer dans l'opération Doppelgänger et à mettre au crédit des services du Kremlin,. Dans le même ordre d'idées, le centre d'analyse des menaces de Microsoft a découvert une campagne qui utilise des vidéos personnalisées provenant d'acteurs américains sur Cameo. Ceux-ci ont enregistré des messages à l'attention de Vladimir comme l'acteur américain Elijah Wood qui a enregistré : « J’espère que tu recevras l’aide dont tu as besoin. Beaucoup d’amour, Vladimir, prends soin de toi. ». Ces vidéos enregistrées sont ensuite modifiées pour y introduire les logos de médias puis elles sont diffusées sur les réseaux sociaux.
En février 2024, on assiste à une revitalisation de l'opération avec la création de faux sites allemands reprenant le graphisme de Die Welt sur welt.pm ou du Frankfurter Allgemeine Zeitung sur faz.ltd. Si l'objectif de cette réactivation peut se comprendre au vu de la proximité des élections européennes de 2024 ou les prochaines élections législatives de 2025 en Allemagne, le but ultime reste de peser sur les soutiens de l'Ukraine.
En mars 2024, la remise en cause de la paternité de l'attentat de Moscou est l'occasion pour le Kremlin de relancer la machine à désinformer de l'opération Doppelgängerainsi que lançant ce même mois une rumeur sur la supposée mort du roi Charles IIIou plus récemment concernant pour son cancer l'épouse du Prince William, Catherine Middleton.
À l'approche des élections européennes de 2024 l'opération Doppelgänger semble s'accélérer avec l'apparition de nouveaux sites miroirs. À quelques heures du scrutin des européennes, de faux sites du magazine Le Point et du quotidien Le Parisien sont apparus diffusant de faux articles visant la France. Jeudi 6 juin 2024, le collectif Antibot4Navalny recense 17 faux articles et 252 comptes Twitter les relayant. La même opération se produit dans d'autres pays, aux États-Unis, en Allemagne, en Italie, en Pologne et en Ukraine, au total plus de 3 000 comptes Twitter retransmettent sur les réseaux sociaux de faux articles destinés à diffuser de la désinformation.
Les élections législatives françaises de 2024 sont aussi le moyen pour la propagande russe de chercher à peser dans le débat national en présentant le président Emmanuel Macron comme le danger à éviter et Jordan Bardella comme le sauveur qui permet de sortir de l'insécurité née de la dissolution. C'est aussi le moment de tester de nouvelles technologies avec Copycop, l'intervention de l'intelligence artificielle pour rédiger de faux articles par milliers qui seront repris par les réseaux sociaux.

## Social Design Agency
Identifiée par VIGINUM comme le principal opérateur technique chargé de l'opération, Social Design Agency (SDA), société russe à la manœuvre pour la diffusion de faux contenus et d'article à la gloire de Poutine est un prestataire des services gouvernementaux russes. Une fuite de données de plus de 3000 documents permet de se rendre compte que la société majore son influence et son impact sur les opinions publiques occidentales visées. Elle s'attribue entre autres les bons résultats de l'extrême droite aux élections européennes en Allemagne en 2024. Son objectif pour l'élection présidentielle américaine de 2024 est de faire élire un candidat républicain. Pour cela, aussi bien pour le cas de l'Allemagne que pour les États-Unis, l'impact réel a nettement été surévalué par SDA. Il y a plus de personnes qui sont au courant de l'opération Doppelgänger et qui ont lu des articles à ce propos que d'utilisateurs qui ont lu des fake news issues de l'opération,,.
Social Design Agency a par ailleurs interprété le fait d'être identifiée et citée dans les pays européens occidentaux comme la marque de son efficacité et de son sérieux. Ainsi ce n'est pas par son impact réel que l'opération Doppelgänger est perçue mais par le regard des observateurs des pays visés. Parmi les documents qui ont filtré, toutes les étapes du mode de fonctionnement de SDA sont documentés depuis la description de l'opération, jusqu'à la mesure quantitative des objectifs attribués. L'analyse de ces éléments a permis de se rendre compte que la Russie se servait des mêmes méthodes que pendant la Guerre froide : recopier des sites d'information légitimes pour les remplir de faux articles à la gloire de la Russie. La médiatisation de ses opérations est ainsi utilisée par SDA comme argument marketing pour justifier de son travail auprès de ses donneurs d'ordres à Moscou, et un moyen pour décrocher de nouveaux contrats du même style,,.
À tel point que la SDA s'attribue les résultats de certaines élections : les scores de l'AfD en Allemagne ou du Rassemblement national en France pour les élections européennes de 2024 ou la victoire de Donald Trump à l'élection présidentielle américaine de 2024. En Europe, la France et l'Allemagne constituent les deux zones d'influence de la SDA avec respectivement 41 % et 44 % de la propagande russe en provenance de la SDA.

## Sanctions
Fin juillet 2023, le Conseil de l'Union européenne sanctionne cinq entités dont les actifs sont gelés : les entreprises de technologie Social Design Agency et Structura National Technologies, l'agence Inforos, l'Institut pour la diaspora russe ainsi que l'ONG Dialog. Sept personnes liées à ces entités sont également interdites d'entrée sur le territoire européen.
En septembre 2024, le FBI a saisi 32 noms de domaine ayant servi dans le cadre de l'opération Doppelgänger afin d'interférer avec le déroulement de la campagne présidentielle américaine. Ces sites internet visaient, outre les États-Unis, les pays européens et Israël.